# 荻原くるみ
荻原 くるみ（おぎわら くるみ、1993年10月14日 - ）は、日本のAV女優。ロータスグループ所属。
身長:148cm。スリーサイズ:B76(A)・W55・H80cm。趣味:ネイル。

## 略歴・人物
2012年にデビューした。

## 出演作品

### アダルトDVD
2012年
- ロリ・ナンパすぺしゃる。 29 〜アイドルを夢見るロリ美少女の夏! だましてごめんねいたずら生中出し編〜（8月3日、グレイズ）他出演:美咲あすみ、芹沢つむぎ、春菜ゆず、谷村あゆり、ささき愛沙
- 夏休み限定! 日焼け○学生ソープ嬢（8月9日、ナチュラルハイ）共演:花瀬かりん、鈴木鈴
- 大学生活を部活に捧げる「スポーツ美少女」の有り余った体力と性欲がスゴイ 「日焼けおっぱい」を揉んだら即濡れマン 結局3回もSEXして照れくさそうに帰って行った（8月23日、SODクリエイト）他出演:前田ちえ、春原未来、今井乃愛
- メイドさんの下着じみ（9月1日、パンじみ）
- 「まさか入院中の担当看護師が妹だった! しかも勃起した禁欲チ○ポを見られてしまうなんて… だけど『妹のお前にしか頼めないよ』7連発!!」 VOL.1（9月6日、DANDY）他出演:愛内希、知世奏、倉科あん、桜庭みさと、青空小夏、さくら萌
- 保護者監督不行き届き 無毛少女×野外いたずら（9月7日、グレイズ）[1][2]
- 従順すぎるいいなりな貧乳 3（9月10日、unfinished）[2]
- 名門お嬢様学校 制服狩り失神痴漢 2（9月20日、ナチュラルハイ）他出演:菜色麻由、河西ちなみ、Sumire、木村つな
- 夢の近親相姦! 発育盛りの娘は自分のカラダに勃起した父親のチ○ポを母には内緒で優しく挿入させてくれた（10月6日、SWITCH）他出演:宮地由梨香、橘亜希、栗原ゆん
- 息子に服従を誓わされた義母 〜家族の幸せを守る為、私は犯されました…。〜（10月7日、マドンナ）主演:牧原れい子[2]
- マジ友の前で羞恥 9 街頭で女の子2人組をナンパして友達の前で淫らな行為をさせる（10月10日、ホットエンターテイメント）他出演:杉咲玲奈、月野みこ、かおるみれい、宮崎美冬、河純ひなみ、稲川なつめ、桐原さとみ、中川もえ ほか
- 手錠の鍵はマ○コの中 病院編 貴方が下半身丸出しの看護師に「鍵を取っていただけますか」と 助けを求められたら犯さずにいれますか？（10月18日、ナチュラルハイ）他出演:青空小夏、由良真央、知世奏 ほか
- 川の字で寝ていた姉が我慢できずに漏らす喘ぎ声を聞いて発情しだす妹 6（10月18日、ナチュラルハイ）他出演:木村つな、椿ゆい、Sumire
- 生中痴漢 5（11月8日、ナチュラルハイ）他出演:友田彩也香、横山みれい、南梨央奈
- 自主制作 小●生 中出しレイプ（11月16日、グレイズ）他出演:芹沢つむぎ ほか
- 少女のパンツじみ（11月17日、下着趣味趣向倶楽部）他出演:あべみかこ ほか
- 院内侵入痴漢（12月1日、DOC）他出演:椿すず、朝倉いつき、藤美るか
- 強制着せ替え羞恥絶頂バス（12月6日、ナチラルハイ）他出演:みなみ愛梨、立花樹里亜、鈴木なつ、池内みわ ほか
- 街角美少女を、本気でヤッちゃいました。 vol.06（12月21日、プレステージ）他出演:RENA、柳瀬ミリヤ、須田夏希、春野つき、近藤綾奈、吉川いと、園宮萌、木崎実花

2013年
- 少女マニア倶楽部 近所の子●にいたずら（1月4日、グレイズ）
- 俺の可愛い妹がこんないやらしい顔でパンチラ挑発してきて、じゅぼじゅぼ指オナニーまでするハズがない!! 2 方言バージョン（1月10日、unfinished）他出演:芹沢つむぎ、楓まりあ
- 放課後の路上でうっすら毛が生え始めたマンスジを何度も責められ絶頂する○学生（1月24日、ナチュラルハイ）他出演:未来ひかり、板野有紀
- 文●省公認 小●校教師用性教育解説書 月経前パイパン少女 子●膣強制中出し 4時間（1月25日、JUMP）
- 女子校生のブルマと太もも 〜ぴちぴちブルマにいじめられちゃった男達〜（2月5日、フリーダム）他出演:初美沙希、藤原ひとみ、宇佐美なな
- 子●の楽園 小●校ハプニング身体検査 盗撮（2月10日、First Star）
- 少女性交（2月22日、I.B.WORKS）他出演:木村つな、松下ひかり
- なぜお姉さんはイケメン診察医にクンニされたらイキまくってマン汁垂れ流しちゃうのですか?（2月25日、アロマ企画）他出演:松下ひかり、蒼乃ミク、宮地由梨香、大塚まゆ、木村つな
- 無毛ワレメ性遊具 オジさんだけの中出し幼精（3月1日、グレイズ）[2]
- 地味な女子校生による陰湿なイジメ（3月5日、フリーダム）共演:宇佐美なな、藤原ひとみ、初美沙希
- Hな娘に育てた我が家の五姉妹売ります。（3月7日、V&Rプロダクツ）共演:朝桐光、早乙女らぶ、このは ほか
- コスプレ例大祭 5（3月8日、TMA）他出演:つぼみ、さとう遥希、松下ひかり、芦名ユリア、大沢里菜
- 貧乳妹調教記録（3月8日、I.B.WORKS）[2]
- いいなり幸薄少女の悲しい貧乳 1（3月15日、ケー・トライブ）[1][2]
- 優しいお兄ちゃんのアナルにペニバンをブチ込んだ妹（4月5日、フリーダム）他出演:宇佐美なな、藤原ひとみ、初美沙希
- 自主制作 小●生 中出しレイプ（4月5日、グレイズ）他出演:板野有紀
- お仕置きされる貧乳少女（4月10日、MARRION）[2]
- 羞恥 男女混合 発育身体測定（5月9日、サディスティックヴィレッジ）他出演:椎名みゆ、中谷美結、川崎ゆい、安達柚奈、荒木まい
- 未熟な妹中出し 3（5月15日、ケー・トライブ）[1][2]
- 女子●●温泉旅行 パイパン湯女少女 新しいお義父さんのしつこくて陰湿な性癖 生中出し（5月17日、グレイズ）[2]
- キミだけに語りかけ! ロリっ娘20人!オマ●コぴちゃぴちゃ指入れ自画撮りオナニー4時間DX vol.06（5月17日、グレイズ）他出演:成宮ルリ、夏目優希、吉見りいな、一ノ瀬アメリ、綾瀬ルナ、穂積ゆうり、小橋咲、紡木かよ、相沢恋、河西ちなみ、安達柚奈、有村まゆか、佐月麻央、吉川いと、藤美るか、大桃りさ、中川アンナ、長谷川ゆり、小倉さとみ
- 未●熟パイパン妹夜這い生中出しレイプ 兄に犯された3人の妹たち（5月17日、夜這い）他出演:板野有紀、前田ちえ
- 幼女時代（5月17日、ワープエンタテインメント）他出演:葵こはる、華咲さくら、椎月くらら
- 仲良しチビマン三姉妹 2（5月23日、V&Rプロダクツ）共演:芹沢つむぎ、長谷川しずく
- 誰もが弄びたくなるイタイケな娘・くるみ（5月25日、オーロラプロジェクト）[2]
- 児ポ法完全無視の衝撃家族（5月30日、JUMP）
- 有名女優のHな裏の顔見せます! 押しに弱い女優にムチャブリしてタダでSEX出来る方法教えます。（6月20日、V&Rプロダクツ）他出演:長谷川しずく、芹沢つむぎ、志保、新山かえで、飯田せいこ
- 京都なまりのある妻の連れ子 お父さん教えて 逆夜這い（6月21日、夜這い）他出演:鈴村みゆう、中谷美結
- 本気で感じさせる 超敏感 勃起乳首いじり。 2（7月2日、OFFICE K'S）他出演:早坂かな、結菜さほ、西川りおん、小嶋世奈
- 聖☆パンチラ女学園 VOL.02（7月5日、虎堂）他出演:早坂かな、小嶋世奈、和久井りん、西川りおん、吉美さあや
- 可愛い女子校生に顔騎責め、乳首責め寸止め手コキ責めしてもらって発射するM男な僕は村一番の幸せ者だなあ。（7月10日、MARRION）他出演:楓まりあ、栗山朋香、芹沢つむぎ
- パイパン娘強姦（7月11日、MAD）他出演:木村つな、芹沢つむぎ
- 母娘愛レズビアン（7月15日、レズビアン東京）共演:松下美香[2]
- 早く童貞を卒業したい! 男子限定!誰がAV女優か!?当てまSHOW!! 総勢10人の女の子の中に隠れているAV女優を当てたら夢の童貞卒業!（7月18日、ATOM）他出演:ありさ、葵野まりん、間宮純 ほか
- 脇むしゃぶりつきあうレズ（8月1日、ゑびすさん）他出演:大槻ひびき、新城みなみ、来栖なほ、有坂未央、松浦ケイ、宮瀬リコ、神田るり、前田つかさ、今井花菜、仲間直緒 ほか
- 荻原くるみ 総集編 4時間（8月2日、グレイズ）※総集編[1]
- あまりにもモテなくて「彼女いない歴=年齢」の僕をいつも心配してくれる6人の可愛い妹たち! そんな僕にも奇跡的に彼女ができた!妹たちも喜ぶと思いきやなにやら険悪な雰囲気に…。妹たちは自分が兄の一番の理解者なのに、知らない誰かに奪われたと思っているのか嫉妬心丸出しで、僕と彼女の邪魔ばかりしてくる!彼女との初Hも妨害されて、遂に怒ると「お兄ちゃんは私だけのもの!」と逆に押し倒されて妹と初体験してしまいました。（8月8日、Hunter）共演:ありさ ほか
- 3Pヘヴン 微乳天使たちとの3PSEX（8月13日、オーロラ・プロジェクト）共演:篠宮ゆり
- 貧乳少女はナカが狭くてコンコン当たる。（8月30日、JUMP）[2]

### イメージDVD
- ツルドルにどきっ! Aカップ少女の裸体（2013年2月27日、オルスタックピクチャーズ）※「星見さとみ」名義[3]
- いけないぺたんこ娘（2013年5月17日、オルスタックピクチャーズ）※「さとみ」名義[4][出典無効]